# سيناريو القنبلة الموقوتة

إن سيناريو القنبلة الموقوتة هو تجربة فكرية تم استخدامها في النقاش الأخلاقي حول ما إذا كان التعذيب أثناء الاستجواب يمكن تبريره على الإطلاق. ويمكن صياغة السيناريو على النحو التالي:
لنفترض أن شخصاً على علم مسبق بهجوم إرهابي وشيك من شأنه أن يقتل العديد من الناس يقع بقبضة السلطات الأمنية ، ولن يكشف عن المعلومات اللازمة لمنع الهجوم الإرهابي إلا في حالة تعرضه للتعذيب. هل يجب تعذيبه؟ 
يجادل بعض عواقبية بأن الدول، حتى تلك التي لا تسمح بالتعذيب قانونيًا، يمكنها تبرير استخدامه إذا كان لديها إرهابي محتجز لديه معلومات مهمة، مثل موقع قنبلة موقوتة أو سلاح دمار شامل سينفجر قريبًا ويقتل الكثير من الناس.
- يبدأ معارضوا الحجة عادةً بكشف بعض الافتراضات التي تميل إلى أن تكون مخفية في الأطروحات الأولية للسيناريو وتميل إلى إخفاء التكاليف الحقيقية للسماح بالتعذيب في سيناريوهات "الحياة الواقعية" - على سبيل المثال، افتراض أن الشخص إرهابي (بلا أدنى شكوك) ، في حين أنه في الحياة الواقعية عادةً ما يبقى هناك عدم يقين حول ما إذا كان الشخص إرهابيًا في الواقع وما إذا كان لديه معلومات مفيدة [2]
- ويعتمدون على أسس قانونية وفلسفية/ أخلاقية وتجريبية لإعادة التأكيد على ضرورة الحظر المطلق للتعذيب.
- هناك أيضًا عدم يقين بشأن فعالية التعذيب أثناء الاستجواب، وتستند الكثير من المعارضة للتعذيب على حقيقة أنه غير فعال وليس على أي قضية أخلاقية، وكذلك على كيفية اتخاذ قرار تطبيق (أو حتى السماح) بالتعذيب، سواء أكان ذلك بوجود عملية رسمية للقيام بذلك أو عدمه.